# Yumurta
Yumurta (även känd under titeln Egg) är en turkisk långfilm från 2007 i regi av Semih Kaplanoglu.

## Handling
Yusuf har inte besökt staden han växte upp i på många år, men återvänder dit efter att hans mamma dött. Hans kusin Ayla väntar honom där, och Yusuf har inte varit medveten om att hon tagit hand om hans moder de senaste åren.
Efter begravningen ställs Yusuf inför många svåra frågor och känslor.

## Om filmen
Yumurta utgör den första delen i Kaplanoglus trilogi om Yusuf. Den följdes av Süt och Honung.

## Rollista
| Nejat Isler         | – Yusuf           |
| Saadet Aksoy        | – Ayla            |
| Ufuk Bayraktar      | – Haluk           |
| Tülin Özen          | – Sahaftaki Kadin |
| Gülçin Santircioglu | – Gül             |
| Kaan Karabacak      | – Çapaci Çocuk    |
| Semra Kaplanoglu    | – Zehra           |